# Сентроникс
Сентроникс (енгл. Centronics) је назив за паралелни порт који се појавио на тржишту 1970—их година и био изузетно популаран за повезивање штампача са рачунаром, пре појаве USB прикључка. Име је добио по америчком произвођачу игличних штампача Сентроникс из Хадсона (Њу Хемпшир), који га је и развио. Сентроникс је био стандард дуго времена, и тек 1994. године IEEE је прихватио овај порт који је притом добио ознаку IEEE 1284.